# Rutki
Rutki (tyska: Klein Ruttken; 1938–1945: Kleinruten) är en by i Ermland-Masuriens vojvodskap i norra Polen. Orten var före år 1945 en del av Ostpreussen.